# محمد نذير حسين الدهلوي
محمد نذير حسين الدهلوي (1220 هـ - 1320 هـ) اسمه محمد نذير حسين بن جواد علي بن عظمة الله بن إله بخش بن محمد الرضوي الحسيني البهاري الدهلوي. من كبار علماء الحديث في الهند.

## سيرته
ولد نذير حسين ونشأ بقرية سورج كره من أعمال مونكير من ولاية بهار الهندية، رحل لطلب العلم، فقرأ على أساتذة عظيم آباد بتنه، والتقى هناك بزعماء حركة الجهاد الإمامين أحمد بن عرفان والشاه إسماعيل الدهلوي. ثم رحل إلى دهلي وتتلمذ على أساتذتها، ولازم المحدث إسحاق الدهلوي ثلاثة عشر عامًا، واستخلفه محمد إسحاق على مسنده عند هجرته إلى مكة المكرمة سنة 1258 هـ، فعكف على المسند للدرس والإفادة ولقب بميان صاحب، لقب علماء أسرة الشاه ولي الله الدهلوي ثم اشتهر بشيخ الكل في الكل. وأعطته الحكومة وسام «شمس العلماء» اعترافًا بعلمه وفضله ونبوغه في العلوم والفنون.

## محنته
اتهم محمد نذير بالخروج على الولاة والاعتزال عن السنة، فسجنه الإنكليز سنة 1280 هـ في روالبندي سنةً كاملة، ولما أطلق رجع إلى التدريس والإفادة. ولما حج سنة 1300 هـ سعى بالوشاية عليه بعض أعدائه عند والي مكة واتهموه بالخروج على الولاه ومعاداة السُّنة، فسجنه والي مكة ثم أطلقه. يقول عبد الحي الحسني الحنفي: «ثم إنه لما عاد إلى الهند بدَّعوه وكفَّروه، كما كفَّر الناسُ في الزمان السالف كبارَ العلماء من الأئمة المجتهدين، والله سبحانه وتعالى مجازيهم في ذلك، فإن الشيخ كان آية ظاهرة، ونعمة باهرة من الله سبحانه في التقوى والديانة، والزهد والعلم والعمل، والقناعة والعفاف، والتوكل والاستغناء عن الناس، والصدق وقول الحق، والخشية من الله – سبحانه، والمحبة له ولرسوله صلى الله عليه وآله وسلم اتفق الناس ممن رزقه الله سبحانه حظاً من علم القرآن والحديث على جلالته في ذلك». قال العظيم آبادي: «امتُحن وأوذي مرات، وكم من حاسد افترَوا عليه بالأباطيل والأكاذيب، وكم من معاند له تقوَّلوا عليه بما لم يقل به، وسيعلم الذين ظلموا أيَّ منقلب ينقلبون، لكن هو لا يخاف في الله لومة لائم، ولا يخاف إلا الله».

## مؤلفاته
- الفتاوى النذيرية: لم يلتفت نذير إلى الكتابة إلا قليلًا، فرتب بعض تلاميذه فتاواه في جزءين كبيرين باسم الفتاوى النذيرية.
- معيار الحق: بالهندية.
- واقعة الفتوى ودافعة البلوى: بالهندية.
- ثبوت الحق الحقيق: بالهندية.
- رسالة في تحلي النساء بالذهب: بالهندية.
- المسائل الأربعة: بالهندية.
- فلاح الولي باتباع النبي: بالفارسية.
- رسالة في إبطال عمل المولد: بالعربية.

## أقوال العلماء فيه
- يقول عبد الحي الحسني: «أجازه الشيخ المذكور أي الشيخ محمد إسحاق، فتصدر للتدريس والتذكير والإفتاء. ودرس الكتب الدراسية من كل علم وفن. لا سيما الفقه والأصول إلى سنة سبعين ومائتين وألف. وكان له ذوق سليم في الفقه الحنفي ثم غلب عليه حب القرآن والحديث فترك اشتغاله بما سواهما إلا الفقه، ونفع الله بعلومه خلقا كثيرا من أهل العرب والعجم وانتهت إليه رئاسة الحديث في بلاد الهند. أما تلامذته فعلى طبقات: فمنهم العالمون الناقدون المعروفون فلعلهم يبلغون إلى ألف نسمة. ومنهم المقاربون بالطبقة الأولى في بعض الأوصاف. ومنهم من يلي الطبقة الثانية وأهل هاتين الطبقتين يبلغون إلى الآلاف».
- وقال حسين بن محسن الأنصاري: «إنه فرد زمانه ومسند وقته وأوانه ومن أجل علماء العصر بل لا ثاني له في إقليم الهند في علمه وحلمه وتقواه وإنه من الهادين والمرشدين إلى العلم بالكتاب والسنة والمعلمين لهما، بل أجل علماء هذا العصر المحققين في أرض الهند أكثرهم من تلامذته، وعقيدته موافقة لعقيدة السلف الموافقة للكتاب والسنة».
- قال سعد بن حمد بن عتيق: «وممن حضرت عليهم وسمعت منهم وأخذت عنهم من العلماء الأعلام المحدثين الكرام الشيخ الفاضل النحرير والعالم الكامل الشهير حامل لواء أهل الحديث بلا نزاع، وحلية أهل الدراية والرواية والسماع السيد نذير حسين الدهلوي رفع الله درجاته وبارك في حسناته».
- قال عبد الله بن إدريس السنوسي: «والدنا العلامة المحدث الفهامة السيد محمد نذير حسين».

## وفاته
توفي نذير يوم الإثنين العاشر من شهر رجب سنة 1320 هـ في دلهي عاصمة الهند.